# Giacomo Milano
Giacomo Francesco Milano Franco d'Aragona, príncep d'Ardora (Polestina, Calàbria, Itàlia, 1699 - San Paolo Bel Sito, Campània, Itàlia, 1780) fou un músic italià.
Tenia els títols de marquès de San Giorgio i príncep d'Ardora. Després d'acabar els estudis literaris, es dedicà a la música i fou un dels deixebles de Durante. Als vint-i-tres anys era considerat com el primer clavecinista de Nàpols prop de Lluís XV.
Va compondre: misses, cantates i la música per a diversos drames de Metastasio, tals com Gioas re di Ginda, La Betulia liberata, Angelica e Medoro, etc.